# Moonlight Waltz
Moonlight Waltz (en español: Vals de la luz de la luna) es el noveno álbum de la banda italiana de metal gótico Theatres Des Vampires. Fue lanzado el 14 de febrero del 2011. Es un nuevo capítulo de las Crónicas Vampíricas. Cuenta con 12 tracks, con líricas vampíricas y románticas. El álbum tiene unos arreglos orquestales fuertes, potentes guitarras y baterías, los típicos elementos que caracterizan a esta banda del género. Existe una versión limitada que incluye un DVD con el nuevo videoclip Carmilla y el making of del álbum.

## Canciones
1. «Keeper Of Secrets»
2. «Fly Away»
3. «Moonlight Waltz»
4. «Carmilla»
5. «Sangue»
6. «Fligio Della Luna»
7. «Black Madonna»
8. «Illusion»
9. «Le Grand Guignol»
10. «Obsession»
11. «The Gates Of Hades»
12. «Medousa»

## Contenido del DVD (en edición limitada)
1. «Carmilla» (video oficial)
2. Making of de «Moonlight Waltz»